# Kaiya bemboka
Kaiya bemboka es una especie de araña araneomorfa de la familia Gradungulidae.

## Distribución
Es originaria de Australia en Nueva Gales del Sur en la región de Bemboka.